# Адъювант
Адъюва́нт (нем. Adjuvant из лат. adjuvans, род. п. adjuvantis — «помогающий, поддерживающий») — соединение или комплекс веществ, используемое для усиления иммунного ответа при введении одновременно с иммуногеном. В отличие от иммуномодуляторов, они применяются для усиления конкретного иммунного ответа (например, при вакцинации) чаще всего в здоровом организме, а не для нормализации нарушенных реакций иммунной системы при патологии.

## Механизм действия
- Основное свойство большинства адъювантов — способность их депонировать антиген, то есть адсорбировать его на своей поверхности и длительное время сохранять в организме, что увеличивает продолжительность его влияния на иммунную систему.
- Наиболее сильные адъюванты содержат в своем составе микроорганизмы ослабленных штаммов или какие-либо субстанции, извлеченные из них. Эти компоненты являются стимуляторами клеток врожденного иммунитета, таких как макрофаги и другие антигенпредставляющие клетки.
- Для направленной доставки антигена в лимфоидные органы используют липидные пузырьки — липосомы. Это позволяет точно дозировать антиген и избежать его влияния на структуры, не вовлеченные в формирование иммунного ответа.

## Наиболее широко применяемые адъюванты
Адъювантами могут быть неорганические (фосфаты алюминия и кальция, хлористый кальций и др.) и органические (агар, глицерин, протамины и др.) вещества. В настоящее время наиболее широко применяются следующие адъюванты:
- Неполный адъювант Фрейнда

Представляет собой водно-жировую эмульсию, содержащую вазелиновое масло, ланолин и эмульгатор. Депонирует антиген и усиливает его захват фагоцитами.
- Полный адъювант Фрейнда

Включает в себя, кроме вышеперечисленных компонентов, БЦЖ или мурамилдипептид. Это позволяет ему дополнительно активировать макрофаги и костимулировать Т-клетки.
- Алюминиевые квасцы

Гидроксид алюминия, {\displaystyle \mathrm {Al(OH)_{3}} }, который благодаря высокой способности к сорбции выполняет функцию антигенного депо, а также неспецифически усиливает фагоцитоз.
- Bordetella pertussis с квасцами

Изготовлен из ослабленного штамма B. pertussis, сорбированного на {\displaystyle \mathrm {Al(OH)_{3}} }. Действие гидроксида алюминия дополняется активацией макрофагов и костимуляцией Т-клеток.
- Иммуностимуляторный комплекс (ISCOM)

Представляет собой липидные мицеллы, окружающие белковые (чаще всего вирусные) частицы. Частицы антигена доставляются непосредственно в цитозоль Т-клеток, чем достигается индукция Т-киллеров.
Комплекс рекомбинантного антигена эктодомена S-гликопротеина SARS-CoV-2 и вирусоподобных ИСКОМ с сапонинами Quillaja saponaria индуцировал выработку вируснейтрализующих антител.

## Применение адъювантов
- в медицине — при изготовлении вакцин;
- в лабораторной практике — для усиления выработки антител при иммунизации животных, в процессе получения гибридом.